# 利茲城市博物館
利茲城市博物館（Leeds City Museum）是位於英國英格蘭西約克郡城市利茲的一家博物館。

## 历史
創建於1819年，並在2008年重新開放。博物館的建築是一座羅曼式建築。利茲城市博物館可免費入場。博物館以展示和利茲城市歷史有關的展品為主。

## 外部連結
- 官方网站